# Комендська Добрава
Комендська Добрава (словен. Komendska Dobrava) — поселення в общині Коменда, Осреднєсловенський регіон, Словенія. Висота над рівнем моря: 374,3 м.